# Gillian Wearing
Gillian Wearing CBE, RA (Birmingham, 10 december 1963) is een Engelse conceptuele kunstenaar, een van de Young British Artists en winnaar van de Turner Prize 1997. Wearing behaalde in 1990 een BFA (Bachelor in Fine Arts) aan Goldsmiths College in Londen.
In 2007 werd Wearing verkozen tot levenslang lid van de Royal Academy of Arts in Londen. Haar standbeeld van de suffragette Millicent Fawcett, in de volksmond bekend als "De was ophangen", staat op Parliament Square in Londen.
Van 5 november 2021 tot 4 april 2022 toonde het Solomon R. Guggenheim Museum in New York Gillian Wearing: Wearing Masks, de eerste overzichtstentoonstelling van Wearings werk in Noord-Amerika.